# Jeremias van Riemsdijk
Jeremias van Riemsdijk (Utrecht, 18 oktober 1712 - Batavia, 28 december 1777) was een koloniaal ambtenaar, die na een snelle carrière van 1775 tot 1777 gouverneur-generaal van de Vereenigde Oostindische Compagnie (VOC) was. Zijn bestuursperiode werd gekenmerkt door verspilling, nepotisme en corruptie.

## Jeugd en VOC-loopbaan
Van Riemsdijk was de zoon van de predikant Scipio van Riemsdijk uit Bunnik en Johanna Bogaert. Nadat hij als sergeant in dienst trad bij de VOC, vertrok hij op 25 februari 1735 met het schip 'Proostwijk' naar Nederlands-Indië. Korte tijd na zijn aankomst te Batavia op 14 september 1735 ging hij over in civiele dienst. Hij maakte snel carrière, mede dankzij de hulp van zijn neef Adriaan Valckenier, die lid was van de Raad van Indië en later gouverneur-generaal zou worden (1737-1741).
In 1736 werd hij onderkoopman, twee jaar later koopman, in 1740 tweede opperkoopman en in 1742 eerste opperkoopman op het Kasteel van Batavia. In 1743 verkreeg Van Riemsdijk de positie van 'kapitein van de compagnie der pennisten', een leidinggevende administratieve functie.
In oktober 1753 werd hij benoemd tot buitengewoon lid (raad extraordinair) en op 15 oktober 1760 tot volwaardig raad van Indië (raad ordinair). In de tussentijd was hij in 1759 president van het college van Weesmeesters in Batavia geworden. Op 17 augustus 1764 werd van Riemsdijk directeur-generaal van de VOC in Indië.

## Gouverneur-generaal
Nadat Petrus Albertus van der Parra op 28 december 1775 was overleden, werd van Riemsdijk tot gouverneur-generaal benoemd. Tijdens zijn bewindsperiode was er een groot gebrek aan schepen en scheepslui. Vanuit Nederland werd dit tekort verholpen. In de elf jaar die van Riemsdijk met Van der Parra samenwerkte had hij veel van de verspillende en corrupte levensstijl van zijn voorganger overgenomen. Zo liet hij als eerste een glazen koets uit Europa overkomen, die was bespannen met Arabieren. Hij beschikte over 200 slaven en slavinnen. Daarnaast zorgde hij ervoor dat zijn zoontje al op negenjarige leeftijd op de loonlijst van de VOC kwam te staan, zonder hier tegenprestaties voor te hoeven leveren.
Van Riemsdijk trouwde vijf keer, telkens met Euraziatische vrouwen. Hij werd begraven op het familiekerkhof van de Van Riemsdijks bij het huis Groeneveld ten zuidoosten van Batavia (Tandjoeng Oost of Tanjung Timur / Ancol). De grafsteen van het familiegraf van Van Riemsdijk maakt deel uit van de collectie van het in 1977 geopende Taman Prasasti Museum te Jakarta. 